# Manuel Maria Laginha
Manuel Maria Cristóvão Laginha (Loulé, Algarve, 9 de Abril de 1919 - Lisboa, 20 de Dezembro de 1985) foi um arquitecto português.

## Biografia

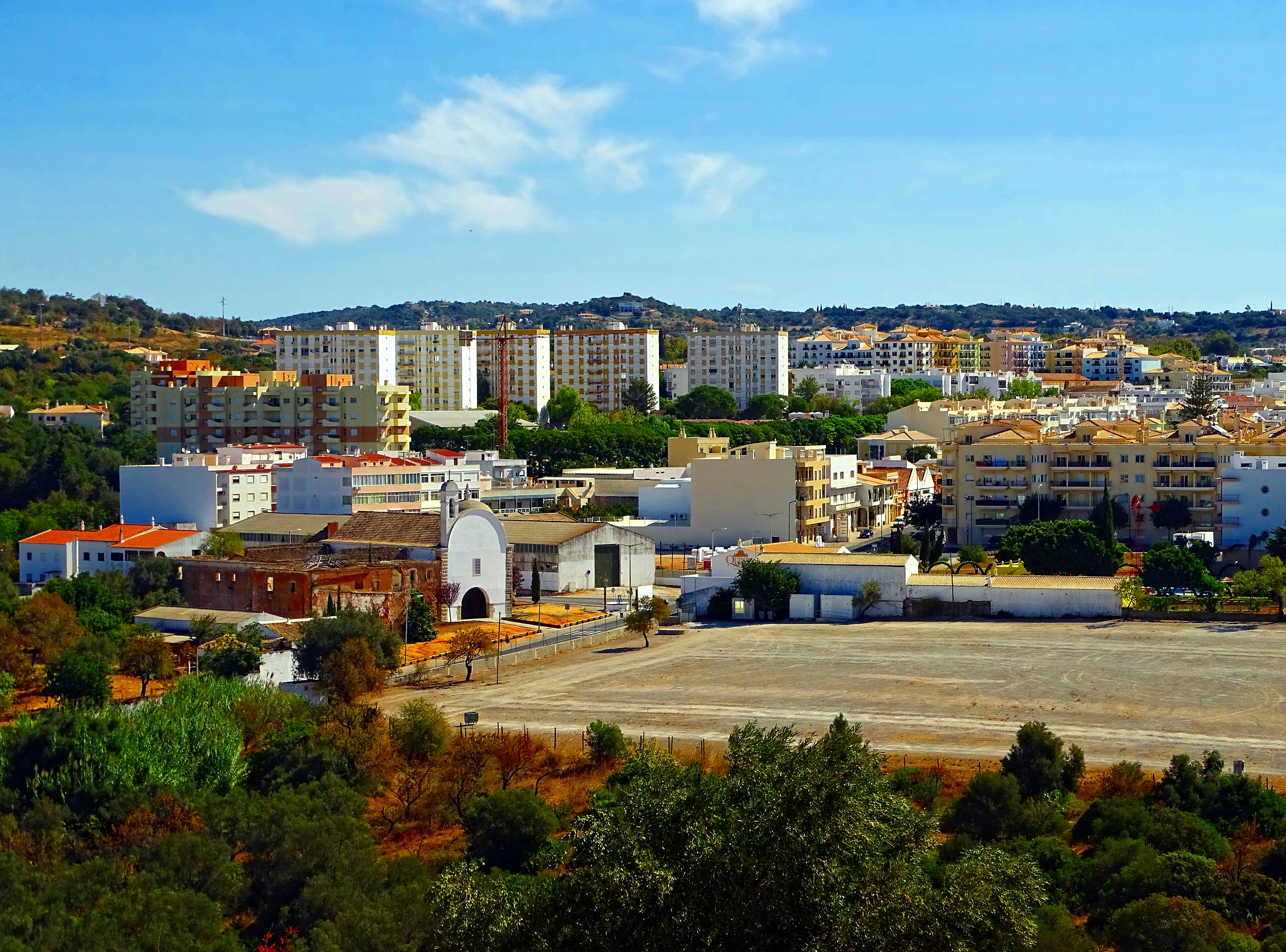
Cidade de Loulé.

### Nascimento e formação
Manuel Maria Laginha nasceu na localidade de Loulé, no Algarve, em 9 de Abril de 1919. Fez os estudos primários e secundários em Loulé e em Faro, e depois foi para Lisboa, onde se integrou no curso de arquitectura da Escola Superior de Belas-Artes. No entanto, foi transferido para o Porto, onde se licenciou em arquitectura, com distinção, pela Escola Superior de Belas-Artes. Esteve em Londres como bolseiro da Fundação Gulbenkian, e fez viagens de estudo à Holanda, França e Bélgica. Também foi bolseiro do programa Ventura Terra entre 1943 e 1945.

### Carreira profissional e artística
Começou a sua carreira profissional em 1948, na Direcção de Serviços de Salubridade e Edificações Urbanas da Câmara Municipal de Lisboa, tendo em 1952 passado para a Direcção-Geral de Urbanização do Ministério das Obras Públicas, onde se manteve até 1958. Destacou-se pelos seus planos de urbanização em vários locais do país, como Campo Maior, Vila Verde de Ficalho, Quarteira, Loulé, Lagoa, Santo André, Alvalade, Melides, as Termas de Monfortinho, Cacela, Vila Real de Santo António e Paderne. Também colaborou no planeamento da região de Corimba, em Angola. Fez parte da direcção do Sindicato Nacional dos Arquitectos, entre 1952 e 1954.
Foi responsável pelos blocos habitacionais 12 e 40 na Avenida dos Estados Unidos da América, obra pela qual recebeu o Prémio Valmor em 1957. Em 1956 e 1958 colaborou no projecto de adaptação do edifício principal Prémio Valmor 1929, na Avenida 5 de Outubro, cujo proprietário era o instrial António Maria Bravo, para quem Laginha também projectou a sede do Laboratório Luso-Fármaco em Lisboa e a agência em Milão, na Itália. Para Loulé, colaborou no planeamento da Casa da Primeira infância, e foi responsável pelo Centro de Assistência Social Polivalente, do Bairro de Casas para Pobres, e por vários edifícios de habitação. Também desenhou a Casa de Paderne, e o Centro de Assistência Social Polivalente de Olhão.
Os seus trabalhos foram por diversas vezes referenciados em publicações especializadas da arquitectura, incluindo a obra Casas Portuguesas, de Raul Lino da Silva. Também esteve presente na Exposição Comemorativa do 50.º Aniversário da Criação do Prémio Municipal de Arquitectura, realizada no Centro de Arte Moderna da Fundação Gulbenkian.
Exerceu igualmente como caricaturista, tendo feito a sua primeira exposição em Abril de 1941, num evento do jornal O Século. As obras de Manuel Laginha foram novamente expostas em 2 de Maio de 1943, num evento organizado pelo Círculo Cultural do Algarve. Também foi fotógrafo, tendo retratado especialmente os bairros mais pobres da cidade de Lisboa.

### Falecimento e família
Faleceu em 20 de Dezembro de 1985, vítima de um atropelamento na Avenida da Liberdade, em Lisboa.
Estava casado desde 1954 com Fátima Valente Guerreiro, com quem teve três filhas.

## Homenagens
Após o seu falecimento, a Direção-Geral dos Edifícios e Monumentos Nacionais elaborou a Nota Biográfica do Arquitecto Manuel Laginha (1919-1985), onde se destacou o papel que teve na arquitectura portuguesa, então dominada pelas tendências nacionalistas do regime ditatorial do Estado Novo. Também foi recordado num artigo do autor Vasco Massapina, publicado no Diário de Notícias de 2 de Novembro de 1995, que elogiou a influência de Manuel Laginha na arquitectura do Algarve, principalmente em Loulé. Em 28 de Março de 2051, foi feita uma exposição em sua homenagem, no âmbito dos 70 anos da inauguração da Casa da Primeira Infância em Loulé.
Em 2007, foi homenageado  com a medalha de ouro de Mérito Municipal pela Câmara Municipal de Loulé, que também colocou o seu nome numa das ruas da cidade.